# Sardis (Lydië)
Sardis, ook Sardes was de hoofdstad van het oude koninkrijk Lydië, de zetel van een raadsgebouw onder het Romeinse Rijk, de metropool van de provincie Lydia in de laat-antieke en Byzantijnse periode, en ligt in het midden van het dal van de rivier de Hermos,  20 km ten zuiden van de rivier, aan de voet de Tmolusberg, waar een citadel op stond.
Sardis was via de Perzische Koninklijke Weg met onder andere Susa en Persepolis in Iran verbonden en is een van de zeven gemeenten in Anatolië uit de Openbaring van Johannes.

## Ligging van de stad

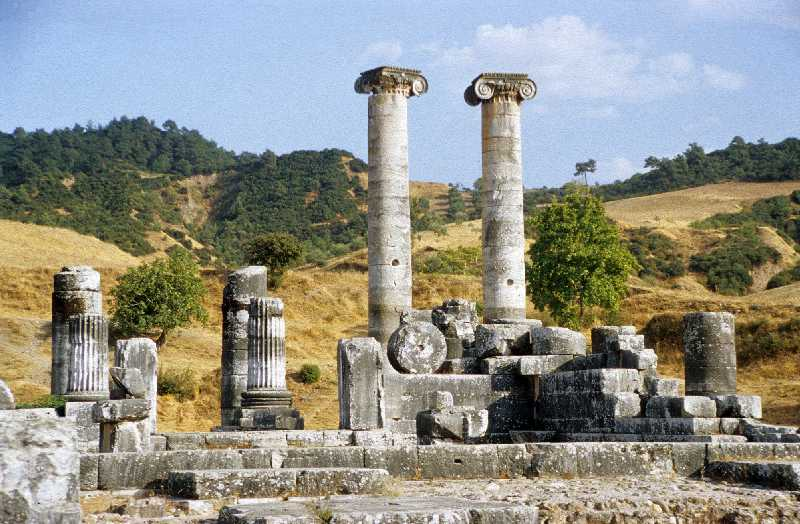
Tempel van Artemis in Sardis

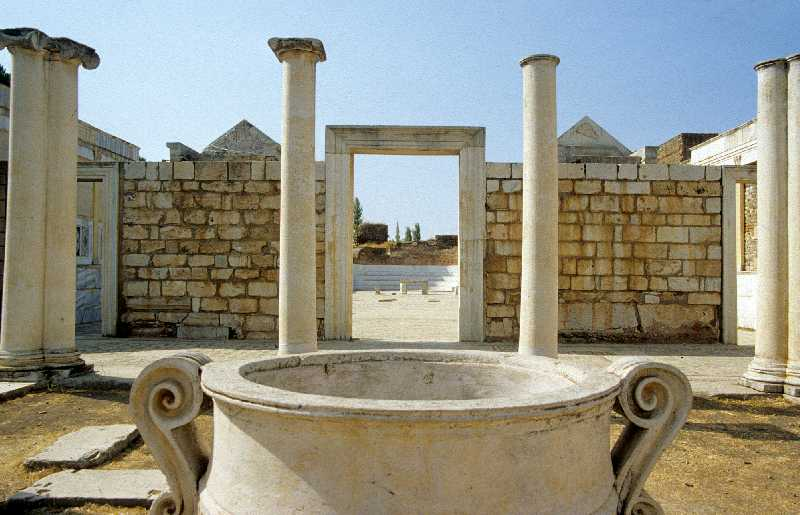
Binnenkant van de Synagoge van Sardis

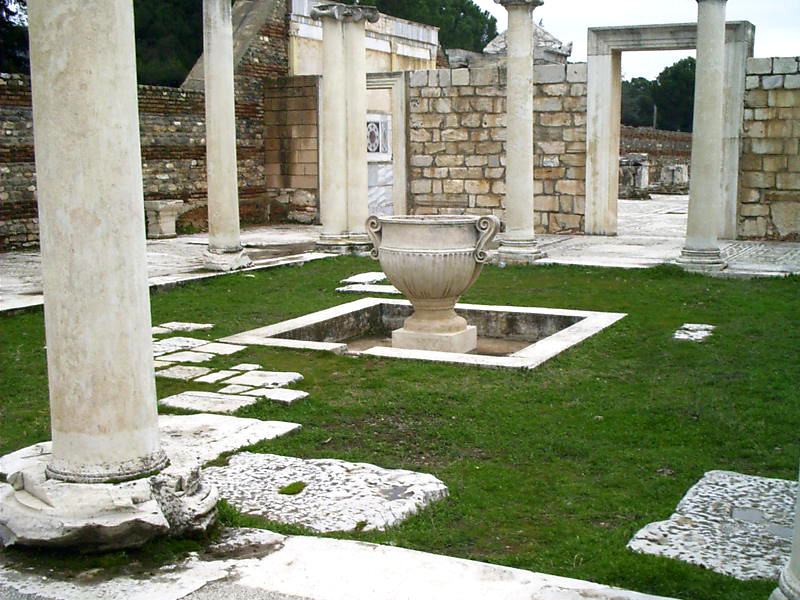
Binnenplaats van de Synagoge van Sardis

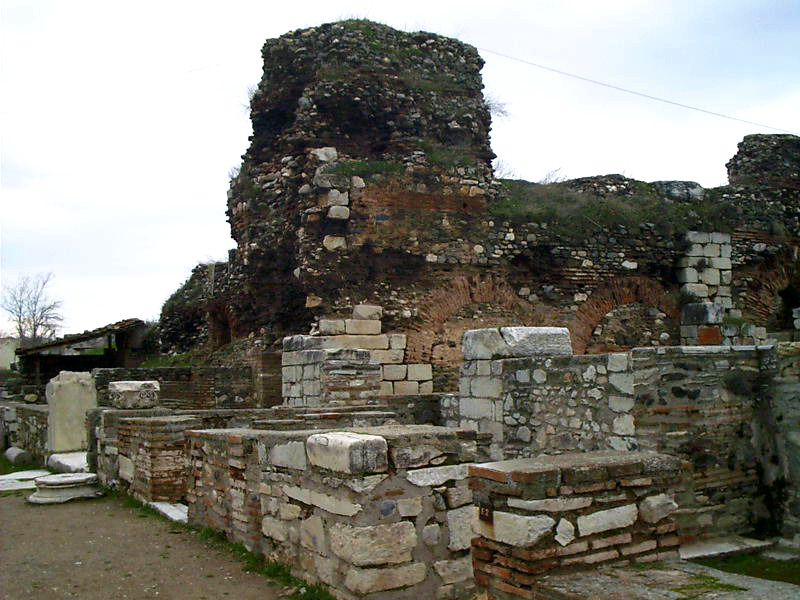
Ruïnes van winkels in Sardis

Sardis lag enkele tientallen kilometers landinwaarts van de Middellandse Zee in wat nu het westen van Turkije is, ongeveer 10 km ten westen van Salihli bij het tegenwoordige dorpje Sart. Het lag aan de voet van de berg Tmolos in de vruchtbare vlakte van de rivier de Hermos, in het dal van de Pactolosrivier. De Hermosvlakte was een natuurlijke corridor tussen de Ionische steden in Klein-Azië en Anatolië. Sardis was de hoofdstad van het Koninkrijk Lydië waar Herodotus al over schreef en werd later de hoofdstad van de satrapie Lydië in het Perzische Rijk. In de Hellenistische en Romeinse tijd was het, hoewel vaak in oorlog betrokken, nog steeds een belangrijk administratief en handelsknooppunt waar zich ook een grote joodse en later christelijke gemeenschap vestigde. De neergang kwam er zowel door de opkomst van de oostelijke hoofdstad Byzantium, later Constantinopel, waardoor het met de aanleg van een nieuw wegennet zijn strategische positie deels verloor, als door de opkomst van de Turken.

## Economie
De grote rijkdom van de stad kwam waarschijnlijk door de strategische positie tussen Ionië en Anatolië. Croesus was in de 6e eeuw v.Chr. koning van Lydië en nog steeds zegt men: 'Zo rijk als Croesu'.  Alle karavanen en handelaren passeerden langs dit strategische knooppunt en zo werd Sardis dan ook al gauw een stad waar Griekse en Oosterse rijkdom ruim aanwezig waren. De wol- en tapijtverfindustrie in de stad vormde ook een bron van grote rijkdom, maar de belangrijkste oorzaak van de mythische rijkdom was waarschijnlijk de Pactolosrivier, die erg rijk was van goud. Dat volgens Herodotos hier de eerste munten werden geslagen, heeft dus ook waarschijnlijk te maken met het goud dat hier werd gevonden.

## Mythe
De stad is volgens Herodotus door de dynastie van de Herakliden gesticht. Zij waren daardoor de eerste koningen van Lydië. Van hen wordt beweerd dat zij afstammelingen van Herakles zijn. De laatste koning van deze dynastie was Kandaules. Hij is vermoord door Gyges, aangezien zijn vrouw, de koningin, wraak wilde nemen op Kandaules. Kandaules had haar Gyges bloot laten zien, wat als een enorme schande gold. Gyges koos uiteindelijk niet zelf te sterven, maar Kandaules te doden en verkreeg zo zowel de vrouw als het koningschap. Hij werd later door het orakel van Delphi in zijn positie bevestigd, maar de Pythia, de priesteres van Apollo, voorspelde ook dat er vergelding voor de Herakliden op de vijfde nakomeling van Gyges zou neerdalen: op Croesus. Croesus' rijk ging ten onder toen hij aan de hand van een uitspraak van het orakel, 'een groot rijk zal ten onder gaan', besloot de Perzen aan te vallen, maar niet door had dat het ook om zijn eigen rijk kon gaan. De Perzen begonnen een tegenaanval en namen Sardis in, waarmee de vergelding van de Herakliden compleet was.

## Oorsprong
Opgravingen hebben uitgewezen dat er vanaf ten minste 3000 v.Chr. continu is gewoond. Het Myceens en protegeometrisch aardewerk (1200-900 v.Chr.) dat er is gevonden, is er bewijs voor dat de Grieken, zonen van Herakles, de Herakliden, er al heel lang hebben gewoond. De laatste koning van de Herakliden, Kandaules, werd door Gyges vermoord en vervangen en de burgeroorlog die hierop volgde, eindigde met de van het orakel van Delphi 'gekochte' zegen voor Gyges. Dit zijn duidelijke tekenen van de vroege verbondenheid van deze Aziatische stad met de Griekse wereld, met de klassieke oudheid.

## Mermnaden
Gyges was de stichter van de dynastie van de Mermnaden. Hijzelf en zijn opvolgers legden zich toe op het in stand houden van hun koninkrijk, op economische expansie en op militaire macht. Lydië werd een sterke mogendheid die ook veel Ionische, Griekse steden domineerde. De citadel van Sardis werd onneembaar geacht. Een zwarte bladzijde uit de vroege geschiedenis van Sardis is de plundering en later ook bezetting van het lagere deel van de stad door de Cimmeriërs. Gyges en zijn opvolger slaagden er wel in om ze terug te drijven, maar Gyges sneuvelde daarbij. De laatste koning van de Mermnaden was Croesus. Die was volgens Herodotos fabelachtig rijk en de uitvinder van de geslagen munt. Opgravingen van half gouden, half zilveren munten wijzen aan dat Sardis hier inderdaad een pioniersrol kan hebben gespeeld. Croesos werd na een onbesuisde aanval op het Perzië van Cyrus II de Grote verslagen. Dit betekende omstreeks 547 v.Chr. het einde van de dynastie.

## Perzen
Sardis werd onder de Perzen een van de rijkste en belangrijkste handelscentra van zijn tijd en de hoofdstad van de satrapie Lydië. Het was ook het westelijke beginpunt van de Perzische Koninklijke Weg, wat zeker tot de rijkdom van Sardis heeft bijgedragen. De Perzische satrapen van Lydië speelden een grote rol in de Griekse wereld en hun macht strekte zich zelfs verder uit dan de Ionische steden in Klein-Azië. Zo was er bijvoorbeeld Tissaphernes, die een belangrijke rol speelde in de Peloponnesische Oorlog als financier van de vloot van Lysander en de Spartanen. Ook Cyros de jongere, die met de huurlingen van Xenophon de Perzische troon van zijn broer wilde veroveren, was satraap in Sardis. Anderzijds leidde de constante wisselwerking tussen de Perzen en de Grieken er ook toe dat, buiten de grote rijkdom die het de stad bracht, de Atheners de stad in 499 v.Chr. verbrandden. De Perzische dominantie eindigde in 334 v.Chr. toen de stad zich aan Alexander de Grote overgaf.

## Diadochen
Sardis werd na de dood van Alexander de Grote in 323 v.Chr. door Seleucos veroverd, een van de diadochen. Hoewel de stad omstreden was, bleef ze toch in de invloedssfeer van de Seleuciden, de satrapen van Babylon. Sardis kreeg van de Seleuciden het statuut van een Griekse stadstaat met veel autonomie. Het was nog steeds een van de rijkste steden in Klein-Azië. Tijdens de heerschappij van de diadochen werd Sardis een hellenistische stad. De joodse gemeenschap, die hier al sinds de 5e eeuw v.Chr. woonde, werd veel groter toen er joodse veteranen werden geplaatst. Sardis werd in 213 door de seleuciet Antiochus III de Grote vernietigd tijdens een intern conflict van Seleucieden, maar de stad werd heropgebouwd naar een hellenistisch patroon. De grootste uitdager voor de controle over Sardis, was het koninkrijk Pergamon en later daar de bondgenoot van, de Romeinse Republiek. Toen Antiochus door de Romeinen in een oorlog werd verslagen waarvoor hij zelf verantwoordelijk was, ging Sardis op in het koninkrijk Pergamon. Maar de dynastie van Pergamon stierf uit en de laatste koning schonk het grondgebied in 133 v.Chr. aan de SPQR.

## Rome en de Byzantijnse tijd
Sardis verloor onder de Romeinen zijn plaats als administratief centrum aan Efeze, maar het bleef wel een belangrijk regionaal centrum, onder andere als juridische hoofdplaats. De joodse gemeenschap was er zeer machtig en hieruit ontstond later ook een belangrijke christelijke gemeenschap. De stad werd in 17 n.C. door een zware aardbeving getroffen, die hele delen van de stad in puin legde. Keizer Tiberius schonk 10 000 000 sestertiën voor de wederopbouw van de stad. Sardis bleef een belangrijk knooppunt tot in de 6e eeuw n.Chr, maar vanaf toen ging het, zowel wat het politiek belang betreft, als het bevolkingsaantal, langzaam bergaf, ook al overleefde de stad in naam de werkelijkheid. Zo bleef Sardis de bisschopszetel van Lydië bezitten, vanaf 295. De stad werd in 616 door de Sassanidische Pers Chosroes geplunderd. Dit markeert waarschijnlijk het einde van de antieke stad Sardis. Door de uitbouw van een nieuw wegennet door de Byzantijnse keizer verloor Sardis aan betekenis en dit bleek een trend te zijn die niet te keren viel.

## Einde onder de Turken
Sardis had in de elfde eeuw steeds meer te lijden onder Seltjoekse invallen. Hieraan kwam een einde door de successen van generaal Philocales en door de zwakte van de Seltsjoeken zelf in die tijd. Toen de Franken Byzantium in 1204 veroverden, werd het deel van het Byzantijnse Rijk van Nicea. Sardis en heel Klein-Azië werden, toen de Byzantijnen er in 1261 in waren geslaagd Byzantium te heroveren,  als handelscentrum vergeten en veroverd door en overgedragen aan de Ghazi emirs. Het verval van de stad zette zich voort tot aan de vernietiging door Timoer Lenk in 1402.

## Archeologische vondsten
Sardis was in de 19e eeuw een grote ruïne. Opgravingen startten in 1910 met een team van de Amerikaanse Princeton-universiteit. Onderbroken door de Eerste Wereldoorlog en de Turkse Onafhankelijkheidsoorlog, werden er vele vondsten gedaan en vindt er tot op heden nog archeologisch onderzoek plaats. Grote vondsten waren onder andere:
- De Lydische marktplaats. Deze marktplaats is een van de weinige overblijfselen die uit de Lydische tijd stammen. De meeste ruïnes behoren tot de Hellenistische en Romeinse tijd.
- De Lydische grafheuvels in Bin Tepe, Turks voor 1000 heuvels, ook uit de vroege periode. Een gedicht van Hyponax suggereert zelfs dat de tombe van Gyges in de middelste en ook grootste grafheuvel is gezet.
- Het grote gymnasium met de synagoge. Dit werd gebouwd onder keizer Septimius Severus rond 200 n.Chr. Het grote complex toont het belang van de stad en van zijn joodse gemeenschap in die tijd. Het werd in 616 door de Sassaniden vernietigd.
- De tempel van Artemis, waaraan men in de tijd van de Seleuciden begon te bouwen, was zo groot bedoeld, dat de constructie ervan verschillende eeuwen duurde, aangezien er vaak geen geld was.

De archeologische opgravingen van Sardis werden samen met de Lydische tumuli van Bin Tepe, met omliggende bufferzones voor een totale oppervlakte van 16.129 hectare, in juli 2025 tijdens de 47e sessie van de Commissie voor het Werelderfgoed in Parijs erkend als UNESCO cultureel werelderfgoed en onder de titel "Sardis en de Lydische tumuli van Bin Tepe" aan de werelderfgoedlijst toegevoegd.